# Nazmi Avluca
Nazmi Avluca est un lutteur turc spécialiste de la lutte gréco-romaine né le 14 novembre 1976 à Kargı (Çorum).

## Palmarès

### Jeux olympiques
Lors des Jeux olympiques d'été de 2008, il remporte la médaille de bronze en combattant dans la catégorie des -84 kg.

### Championnats du monde
Il remporte le titre mondial en 1999 et en 2009, la médaille d'argent en 2006 et la médaille de bronze en 1998, 2005 et 2011.

### Championnats d'Europe
Il remporte le titre européen en 1996, 2004, 2006 et 2010, la médaille d'argent en 2009 et la médaille de bronze en 1998, 2001 et 2006.